# 常陆多贺站
常陆多贺站（日语：／ Hitachi-Taga eki */?）位于日本茨城县日立市多贺町，是东日本旅客铁道（JR東日本）和日本货物铁道（JR貨物）管辖的鐵路車站。

## 历史
- 1897年2月25日 - 作为日本铁道下孙站投入运营[2]。
- 1909年10月12日 - 归属常磐线。
- 1939年10月1日 - 改名为常陆多贺站[2][3]。
- 1952年 - 站房改建。
- 1984年2月1日 - 停止货运业务。
- 1987年
  - 3月31日 - 重新开办货运业务。
  - 4月1日 - 国铁分割民营化后成为JR东日本和JR货物车站。
- 2004年 - 装备升降电梯。
- 2018年9月1日 - 业务委托化。

## 车站结构
2台3线构成的地上车站，站台间通过跨线桥连接，配有直梯。
日立站管理，JR东日本车站服务委托的业务委托站。设有绿色窗口、Suica自动闸机和指定席自动售票机。

### 站台配置
| 站台 | 路线    | 方向 | 目的地                                          |
| ---- | ------- | ---- | ----------------------------------------------- |
| 1    | ■常磐線 | 下行 | 磐城方向                                        |
| 2、3 | ■常磐線 | 上行 | 水户、土浦、上野、東京、品川方向 （上野东京线） |

（來源：JR東日本:車站構內圖 （页面存档备份，存于））

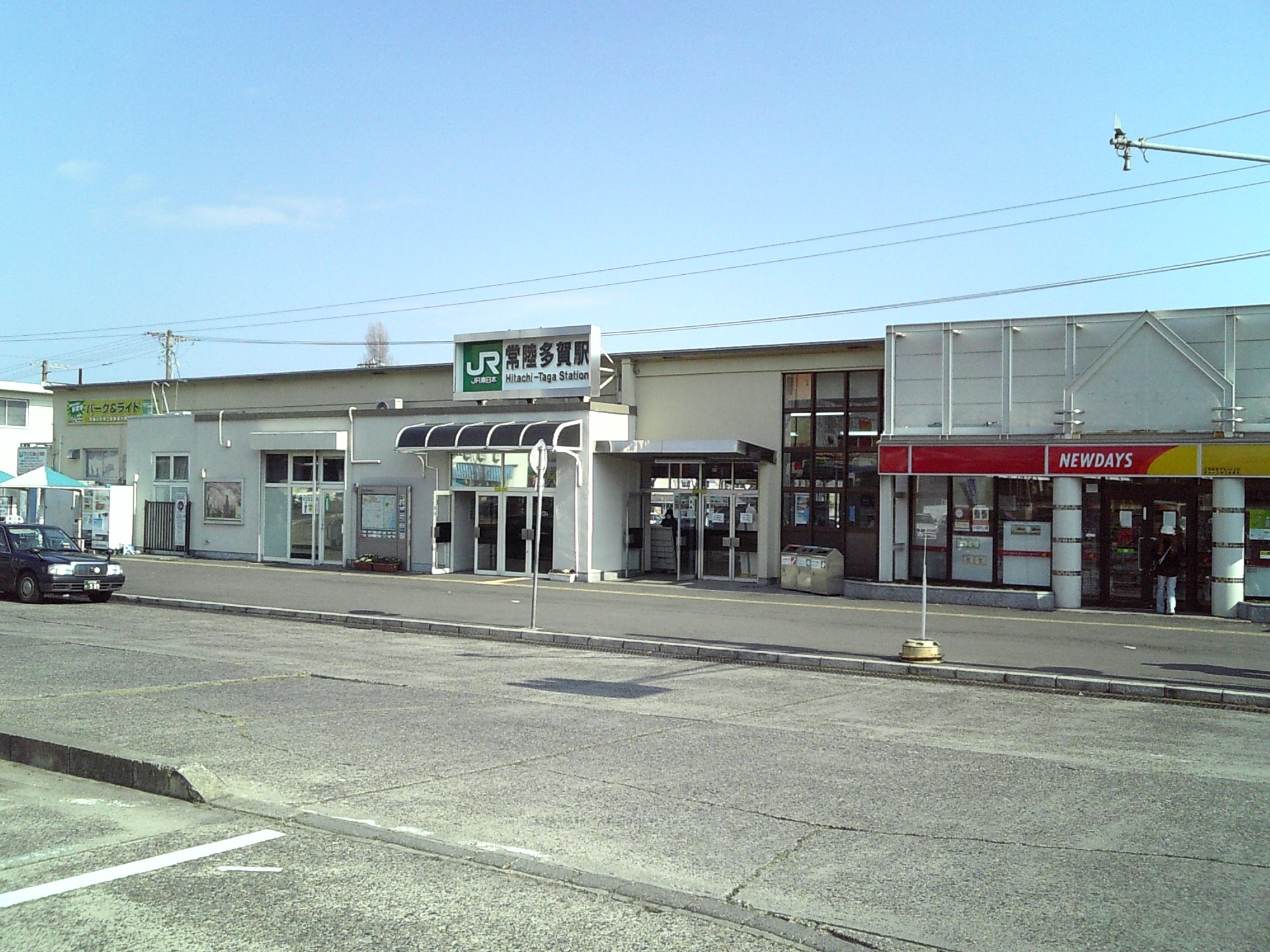
站房（2007年3月8日）
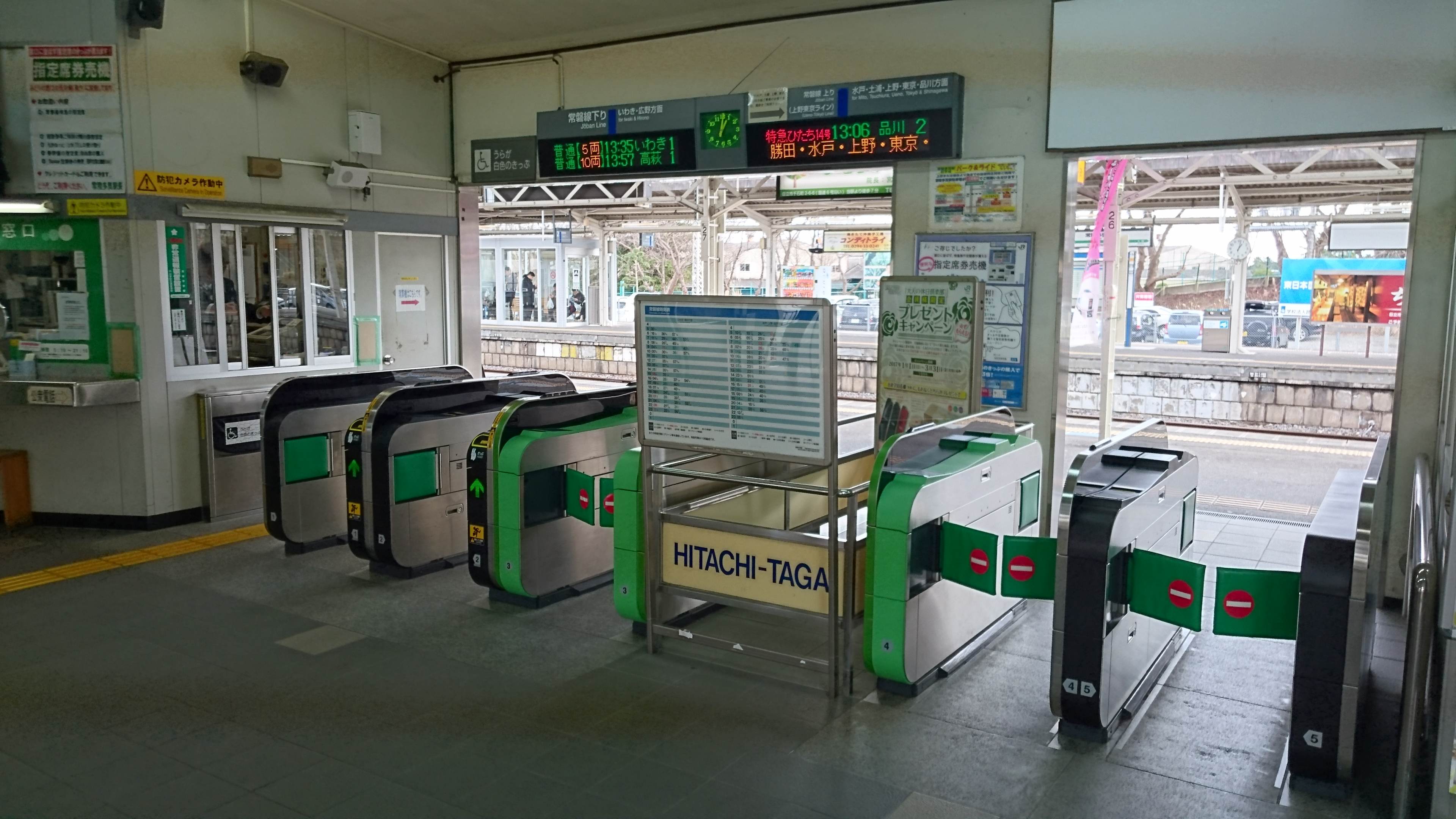
检票口（2017年1月24日）
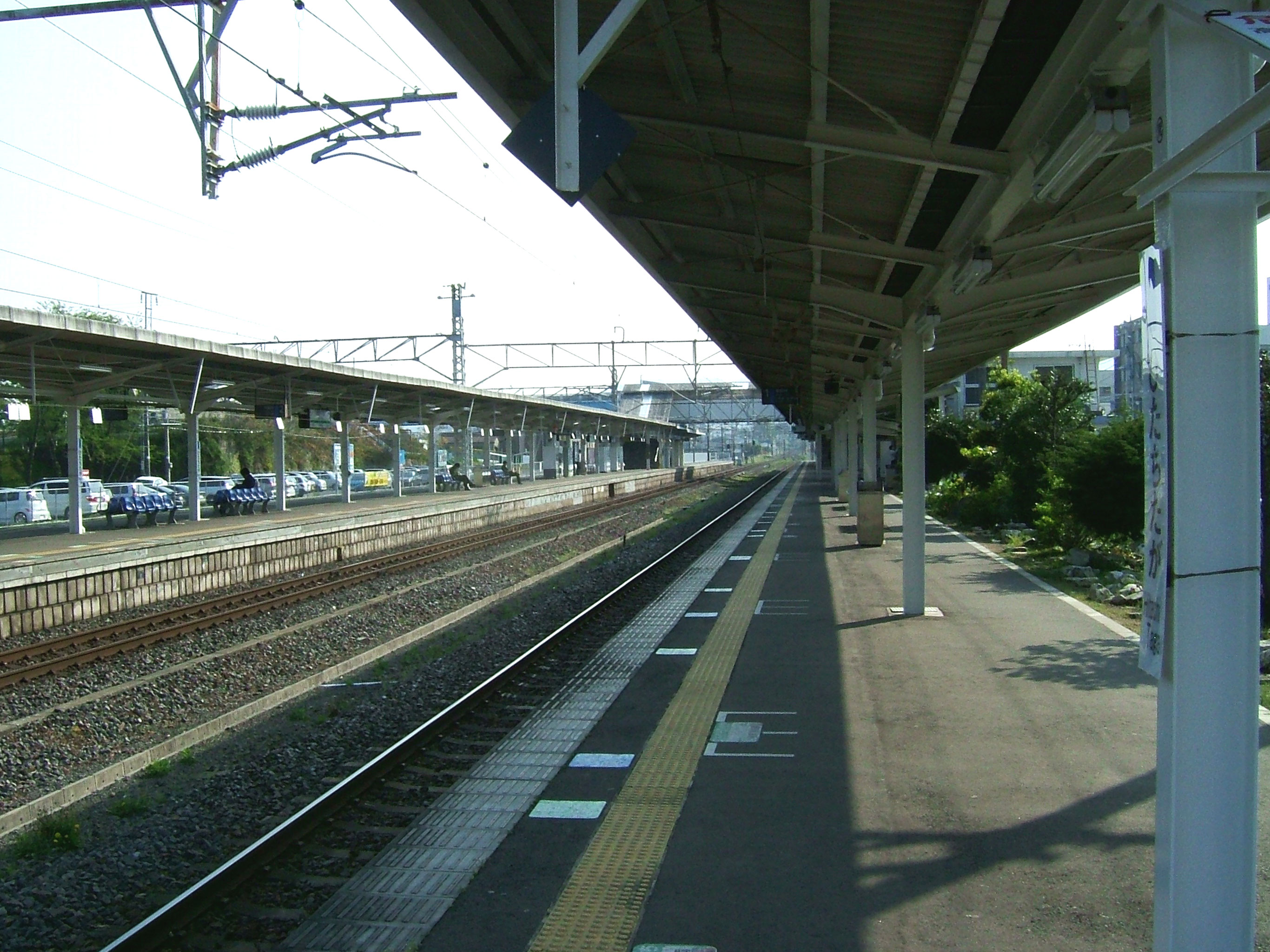
一站台 （2008年4月29日）

## 使用情况
根據JR東日本，2018年度（平成30年度）1日平均上車人次為6,844人。
近年的推移如下表。
| 上車人次推移       | 上車人次推移     | 上車人次推移    |
| 年度               | 1日平均 上車人次 | 來源            |
| ------------------ | ---------------- | --------------- |
| 2000年（平成12年） | 7,572            | [ 利用客数 2 ]  |
| 2001年（平成13年） | 7,205            | [ 利用客数 3 ]  |
| 2002年（平成14年） | 6,879            | [ 利用客数 4 ]  |
| 2003年（平成15年） | 6,495            | [ 利用客数 5 ]  |
| 2004年（平成16年） | 6,443            | [ 利用客数 6 ]  |
| 2005年（平成17年） | 6,655            | [ 利用客数 7 ]  |
| 2006年（平成18年） | 6,708            | [ 利用客数 8 ]  |
| 2007年（平成19年） | 6,675            | [ 利用客数 9 ]  |
| 2008年（平成20年） | 6,790            | [ 利用客数 10 ] |
| 2009年（平成21年） | 6,661            | [ 利用客数 11 ] |
| 2010年（平成22年） | 6,564            | [ 利用客数 12 ] |
| 2011年（平成23年） | 6,454            | [ 利用客数 13 ] |
| 2012年（平成24年） | 6,824            | [ 利用客数 14 ] |
| 2013年（平成25年） | 7,060            | [ 利用客数 15 ] |
| 2014年（平成26年） | 6,990            | [ 利用客数 16 ] |
| 2015年（平成27年） | 7,118            | [ 利用客数 17 ] |
| 2016年（平成28年） | 7,070            | [ 利用客数 18 ] |
| 2017年（平成29年） | 7,004            | [ 利用客数 19 ] |
| 2018年（平成30年） | 6,844            | [ 利用客数 1 ]  |

## 相鄰車站
東日本旅客鐵道（JR東日本）
■常磐线
特急列车“常陸”、“常盤”部分列车停车站。
大瓮－常陸多賀－日立

### 使用情况
1. 1 2  . 東日本旅客鉄道.   [2019-07-12]. （原始内容存档于2019-07-05）.
2. ↑  . 東日本旅客鉄道.   [2019-03-06]. （原始内容存档于2007-10-28）.
3. ↑  . 東日本旅客鉄道.   [2019-03-06]. （原始内容存档于2019-03-28）.
4. ↑  . 東日本旅客鉄道.   [2019-03-06]. （原始内容存档于2019-03-28）.
5. ↑  . 東日本旅客鉄道.   [2019-03-06]. （原始内容存档于2019-03-28）.
6. ↑  . 東日本旅客鉄道.   [2019-03-06]. （原始内容存档于2019-03-28）.
7. ↑  . 東日本旅客鉄道.   [2019-03-06]. （原始内容存档于2019-03-28）.
8. ↑  . 東日本旅客鉄道.   [2019-03-06]. （原始内容存档于2019-03-28）.
9. ↑  . 東日本旅客鉄道.   [2019-03-06]. （原始内容存档于2019-03-28）.
10. ↑  . 東日本旅客鉄道.   [2019-03-06]. （原始内容存档于2019-03-28）.
11. ↑  . 東日本旅客鉄道.   [2019-03-06]. （原始内容存档于2019-03-28）.
12. ↑  . 東日本旅客鉄道.   [2019-03-06]. （原始内容存档于2019-03-28）.
13. ↑  . 東日本旅客鉄道.   [2019-03-06]. （原始内容存档于2019-03-28）.
14. ↑  . 東日本旅客鉄道.   [2019-03-06]. （原始内容存档于2019-03-28）.
15. ↑  . 東日本旅客鉄道.   [2019-03-06]. （原始内容存档于2019-03-28）.
16. ↑  . 東日本旅客鉄道.   [2019-03-06]. （原始内容存档于2019-03-28）.
17. ↑  . 東日本旅客鉄道.   [2019-03-06]. （原始内容存档于2019-03-23）.
18. ↑  . 東日本旅客鉄道.   [2019-03-06]. （原始内容存档于2019-03-28）.
19. ↑  . 東日本旅客鉄道.   [2018-07-06]. （原始内容存档于2019-03-21）.

## 外部連結
- 車站資訊（常陸多賀）：東日本旅客鐵道